# А1+
«А1 плюс» (арм. Ա1 պլյուս) — частный информационный телеканал в Армении. Телекомпанию основало ООО «Мелтекс» в 3 января 1993 году. Вещание телеканала было прекращено 2 апреля 2002 года, однако позднее возобновилось в интернете. Вещание ведётся на армянском языке.

## Программы
- Айб-Фе
- Айб-фе +
- P.S. (Постскриптум)
- Ваша тема
- Э-клуб
- Час джаза
- Культура
- Твоими глазами

## Награды
В 2011 году новостной сайт получил премию имени Герда Буцериуса «Свободная пресса Восточной Европы» (Gerd Bucerius-Förderpreis Freie Presse Osteuropas).